# Woori Card Woori WON Pro Volleyball Club
Il Woori Card Woori WON Pro Volleyball Club (in coreano 우리카드 우리WON 프로배구단)  è un club pallavolistico sudcoreano maschile, con sede a Seul: milita nel campionato sudcoreano di V-League e appartiene alla società Woori Card.

## Storia
Il Woori Capital Dream Six Volleyball Club viene fondato nel 2008 dal Woori Financial Group, società controllata della Daewoo Motor Sales, debuttando in V-League nella stagione 2009-10. 
Nel 2011, in seguito alla bancarotta della Daewoo Motor Sales, il Woori Financial Group viene venduto alla Jeonbuk Bank, che tuttavia non mostra alcun interesse nel possedere una squadra di pallavolo e rinuncia a gestirla: il club viene pertanto rinominato Dream Six Volleyball Club e partecipa al campionato 2011-12 sotto la gestione provvisoria della KOVO, raggiungendo la prima finale della propria storia nel corso dell'annata, sconfitto in Coppa KOVO dai Korean Air Jumbos. 
La gestione provvisoria cessa nel 2012, quando la società Rush & Cash (affiliata dell'OK Financial Group) acquista il diritto di denominazione del club per un anno, in qualità di sponsor, consentendo per il campionato seguente al club di sopravvivere, giocando con il nome Rush & Cash Dream Six Volleyball Club; il club, inoltre, trasferisce per il seguente triennio la propria sede di gioco ad Asan, a causa dei lavori di ammodernamento del Jangchung Gymnasium. 
Terminato il contratto di sponsorizzazione, la Rush & Cash non riesce ad acquistare il club, fondando in seguito i Rush & Cash Vespid. Il club torna quindi sotto la gestione del Woori Financial Group, attraverso la società affiliata Woori Card, e partecipa alla Coppa KOVO 2013 con la denominazione provvisoria Woori Card Dream Six, poi cambiata in Woori Card Hansae Volleyball Club a partire dalla partecipazione alla V-League 2013-14. Dopo un'altra finale di Coppa KOVO persa, il club torna a giocare a Seul e si aggiudica il primo trofeo della propria storia, trionfando nella Coppa KOVO 2015.
Passa poi a chiamarsi Woori Card Wibee Volleyball Club dal 2016 ed è con questa denominazione che disputa ancora una finale di Coppa KOVO, ottiene il primo posto in regular season nella stagione 2019-20 (sospesa a causa della pandemia di COVID-19 in Corea del Sud) e raggiunge le finali scudetto della stagione seguente, mentre 2021 il nome del club diventa Woori Card Woori WON Pro Volleyball Club, con il quale si aggiudica la sua seconda Coppa KOVO.

## Palmarès
- Coppa KOVO: 2

2015, 2021

## Rosa 2023-2024
| N° | Nome            | Ruolo | Data di nascita   | Nazionalità sportiva |
| -- | --------------- | ----- | ----------------- | -------------------- |
| 1  | Lee Kang-won    | O     | 5 maggio 1990     | Corea del Sud        |
| 2  | Han Tae-joon    | P     | 5 aprile 2004     | Corea del Sud        |
| 3  | Kim Gwang-il    | P     | 30 marzo 1998     | Corea del Sud        |
| 4  | Hwang Jun-tae   | L     | 29 aprile 2000    | Corea del Sud        |
| 5  | Oh Jae-seong    | L     | 2 aprile 1992     | Corea del Sud        |
| 6  | Lee Seung-won   | P     | 11 aprile 199     | Corea del Sud        |
| 7  | Choi Seok-ki    | C     | 5 dicembre 1986   | Corea del Sud        |
| 9  | Kim Young-jun   | L     | 18 ottobre 2000   | Corea del Sud        |
| 10 | Park Jun-hyeok  | C     | 23 febbraio 1997  | Corea del Sud        |
| 11 | Han Sung-jeong  | S     | 25 luglio 1996    | Corea del Sud        |
| 12 | Kim Dae-hwan    | P     | 20 maggio 2005    | Corea del Sud        |
| 15 | Kim Wan-jong    | C     | 2 settembre 1999  | Corea del Sud        |
| 16 | Jeong Seong-gyu | S     | 9 giugno 1998     | Corea del Sud        |
| 18 | Matej Kök       | S     | 11 dicembre 1996  | Slovenia             |
| 19 | Kim Jae-hee     | C     | 6 settembre 1993  | Corea del Sud        |
| 20 | Lee Sang-hyun   | C     | 7 aprile 1999     | Corea del Sud        |
| 23 | Kim Hyung-geun  | S     | 1º luglio 2002    | Corea del Sud        |
| 24 | Artëm Suško     | S     | 24 dicembre 1993  | Russia               |
| 29 | Issei Ōtake     | C     | 3 dicembre 1995   | Giappone             |
| 31 | Kim Dong-min    | S     | 27 dicembre 1997  | Corea del Sud        |
| 33 | Park Jin-woo    | C     | 18 marzo 1990     | Corea del Sud        |
| 77 | Song Myung-geun | S     | 12 marzo 1993     | Corea del Sud        |
| 99 | Kim Ji-han      | S     | 16 settembre 1999 | Corea del Sud        |

## Denominazioni precedenti
- 2008-2011: Woori Capital Dream Six Volleyball Club (우리캐피탈 드림식스 배구단)
- 2011-2012: Dream Six Volleyball Club (드림식스 배구단)
- 2012-2013: Rush & Cash Dream Six Volleyball Club (러시앤캐시 드림식스 배구단)
- 2013: Woori Card Dream Six Volleyball Club (아산 우리카드 드림식스 배구단)
- 2013-2016: Woori Card Hansae Volleyball Club (우리카드 한새 배구단)
- 2016-2021: Woori Card Wibee Volleyball Club (우리카드 위비 배구단)